# Kuhschubsen

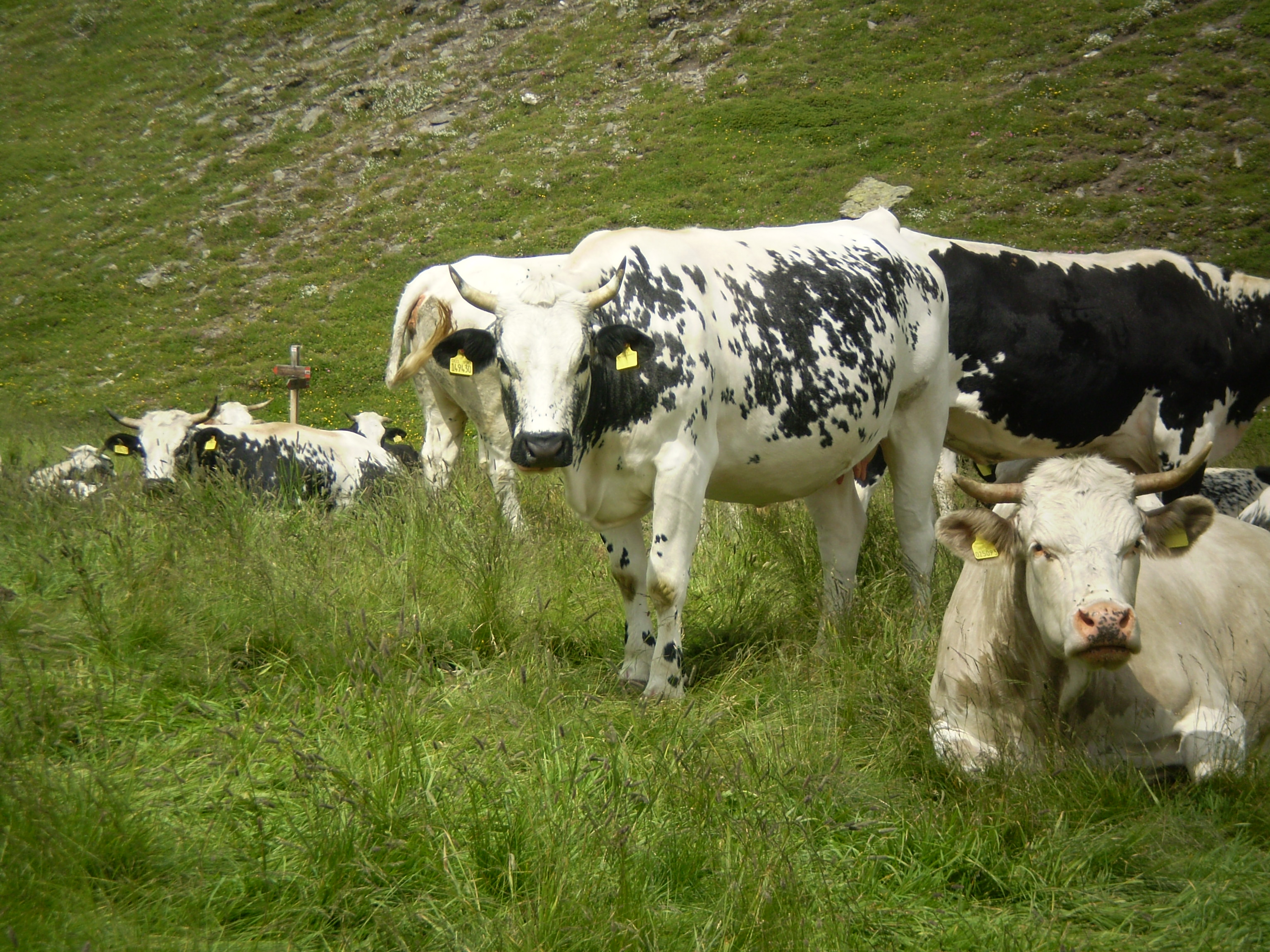
Stehende und ruhende Kühe im Piemont

Kuhschubsen oder Küheschubsen (englisch cow-tipping) ist eine moderne Sage. Im Stehen schlafende oder dösende Hausrinder sollen sich angeblich durch Anstoßen leicht umwerfen lassen. 
Jedoch schlafen Rinder nicht im Stehen. Auch könnte ein Mensch nicht genügend Kraft aufbringen, um ein ausgewachsenes Rind umzustoßen.

## Ablauf
Ziel des Kuhschubsens sei es, stehende Rinder durch gezieltes Anstoßen dazu zu bringen, auf die Seite zu kippen und umzufallen. Da – so die Behauptung – wache Rinder Widerstand gegen solche Angriffe zeigen, solle man im Stehen schlafende Rinder als Ziel auswählen. Diese könnten weder den Angriff voraussehen noch schnell genug reagieren, um sich abzufangen.

## Physik
Diesem Prinzip liegt die Überlegung zugrunde, dass der Rinderkörper einen relativ hohen Schwerpunkt aufweist und die Beine eine vergleichsweise nur geringe Standbreite besitzen, um das Gewicht seitlich abzustützen. In Wirklichkeit sind zumindest Hausrinder standfester, als diese Überlegung unterstellt: Damit das Tier tatsächlich umkippt, muss beim Anstoß der Schwerpunkt senkrecht über die Achse des abgewandten seitlichen Beinpaares hinaus bewegt werden. Dabei wird vorausgesetzt, dass die Reibung zu vernachlässigen ist und das Rind nicht etwa auf dem Untergrund rutscht. Eine Studie von Margo Lilie und Tracy Boechler von der University of British Columbia, die mit einem regelmäßigen Quader als Modellkörper und einer angenommenen durchschnittlichen Masse von 682 kg rechnete (abgeleitet von einem ausgewachsenen Holstein-Rind), kam zu dem Ergebnis, dass je nach Beinhaltung des Tieres (Hufe direkt aneinander gestellt, senkrechte Beinhaltung oder breiter Stand), die Kraft von 3,00 erwachsenen Menschen bei engem Stand beziehungsweise 4,43 bei senkrechter Beinhaltung und 5,75 bei breitem Stand nötig wären, um ein ausgewachsenes Tier umzukippen. Dabei gingen sie davon aus, dass ein Erwachsener durchschnittlich 660 N aufwenden kann und insgesamt eine Masse von – je nach Fall – 201 bis 385 kg über die Längsachse gehoben werden muss, was 1975 bis 3777 N entspricht. Diese Annahme ist eine vergleichsweise optimistische Schätzung: Andere Autoren gehen von etwa 300 N als Kraftpotential aus, womit eine Größenordnung von 10 Personen nötig wäre, um das Tier bei senkrechter Beinhaltung umzustoßen. Der Rinderkörper absorbiert in der Realität obendrein durch Verformung einen großen Teil der aufgewandten Stoßenergie.

## Biologie
Der Praxis steht auch das tatsächliche Schlafverhalten von Rindern entgegen. Diese schlafen nicht etwa, wie behauptet, im Stehen, sondern fast ausschließlich im Liegen. Stehende Kühe dösen demnach höchstens und würden Widerstand gegen entsprechende Angriffe zeigen.

## Realitätsgehalt
Die physikalischen und biologischen Eigenschaften von Kühen stehen im deutlichen Widerspruch zu Erzählungen, die von eher mühelosem Umstoßen von Kühen berichten. Margo Lilie ist nach eigener Aussage nur ein Fall bekannt, in dem es einer Gruppe von Personen gelang, eine Kuh tatsächlich umzustoßen. Dabei stießen sie jedoch nicht nur zu mehreren auf Widerristhöhe, sondern auch auf der anderen Seite gegen die Beine, was das Tier zu Fall brachte. Dies entspricht jedoch nicht dem in den Erzählungen geschilderten typischen Vorgehen. Insgesamt ergeben sich erhebliche Zweifel an der oft behaupteten Beliebtheit und weiten Verbreitung dieser Praxis. Es wäre zudem Tierquälerei, ein Rind auf die beschriebene Weise zu Fall zu bringen, und somit strafbar.

## Rezeption
Als moderne Sage fand Kuhschubsen Eingang in die Populärkultur. Eine mit Cow Tipping betitelte Folge der Cartoon-Serie Beavis and Butt-Head (1994) widmete sich ausschließlich diesem Thema. Außerdem wird es in Komödien wie Heathers (1989) und Tommy Boy - Durch Dick und Dünn (1995) sowie 25 km/h (2018) oder den Zeichentrickfilmen Der tierisch verrückte Bauernhof und Cars (beide 2006) behandelt sowie in der 9. Folge der 7. Staffel von The Big Bang Theory (2013) und in der 1. Folge der 1. Staffel von Mord mit Aussicht (2008).
Der englischsprachige Ratgeber The Official Cow-Tippers Handbook von Duke Rightious widmet sich der fiktiven Geschichte und anderen Aspekten des Kuhschubsens.

## Ähnliche Vorstellungen
Eine ähnliche Vorstellung fand sich bereits bei antiken Autoren (u. a. Caesar, De Bello Gallico, 6,27). Danach würden Elche an Bäume gelehnt schlafen. Die Germanen würden sie fangen, indem sie die Bäume ansägten, wodurch der Elch zu Fall gebracht würde, sobald er sich anlehnt.